# Démographie de l'Orne
La démographie de l'Orne est caractérisée par une densité moyenne et une population jeune qui croît rapidement depuis les années 1950.
Avec ses 276 144 habitants en 2022, le département français de l'Orne se situe en 78e position sur le plan national.
En six ans, de 2015 à 2021, sa population a diminué de près de 9 650 unités, c'est-à-dire de plus ou moins 1 610 personnes par an. Mais cette variation est différenciée selon les 385 communes que comporte le département.
La densité de population de l'Orne, 45,2 habitants par kilomètre carré en 2022, est deux fois inférieure à celle de la France entière qui est de 107,1 hab./km2 pour la même année.
Les habitants de l'Orne sont les Ornais et les Ornaises.

## Évolution démographique du département de l'Orne
Le département a été créé par décret du 4 mars 1790. Il comporte alors six districts (Alençon, Domfront, Argentan, Laigle, Bellême, Mortagne). Le premier recensement sera réalisé en 1791 et ce dénombrement, reconduit tous les cinq ans à partir de 1821, permettra de connaître plus précisément l'évolution des territoires.
Avec 441 881 habitants en 1831, le département représente 1,36 % de la population française, qui est alors de 32 569 000 habitants. De 1831 à 1866, il va perdre 27 263 habitants, soit une baisse de 0,18 % moyen par an, contre un taux d'accroissement national de 0,48 % sur cette même période.
L'évolution démographique entre la Guerre franco-prussienne de 1870 et la Première Guerre mondiale est encore à la baisse. Sur cette période, la population perd 90 817 habitants, soit -22,80 % alors qu'elle croît de 10 % au niveau national. La population perd 1,1 % pour la période de l'entre-deux guerres courant de 1921 à 1936 parallèlement à une croissance au niveau national de 6,9 %.
À l'instar des autres départements français, l'Orne va ensuite connaître une croissance démographique après la Seconde Guerre mondiale, mais de très courte durée. 
En 2022, le département comptait 276 144 habitants, en évolution de −3,21 % par rapport à 2016 (France hors Mayotte : +2,11 %).
| 1791 | 1801    | 1806    | 1821    | 1826    | 1831    | 1836    | 1841    | 1846    |
| ---- | ------- | ------- | ------- | ------- | ------- | ------- | ------- | ------- |
| -    | 395 738 | 424 669 | 422 884 | 434 379 | 441 881 | 443 688 | 442 072 | 442 107 |

| 1851    | 1856    | 1861    | 1866    | 1872    | 1876    | 1881    | 1886    | 1891    |
| ------- | ------- | ------- | ------- | ------- | ------- | ------- | ------- | ------- |
| 439 884 | 430 127 | 423 350 | 414 618 | 398 250 | 392 526 | 376 126 | 367 248 | 354 387 |

| 1896    | 1901    | 1906    | 1911    | 1921    | 1926    | 1931    | 1936    | 1946    |
| ------- | ------- | ------- | ------- | ------- | ------- | ------- | ------- | ------- |
| 339 162 | 326 952 | 315 993 | 307 433 | 274 814 | 277 637 | 273 717 | 269 331 | 273 181 |

| 1954    | 1962    | 1968    | 1975    | 1982    | 1990    | 1999    | 2006    | 2011    |
| ------- | ------- | ------- | ------- | ------- | ------- | ------- | ------- | ------- |
| 274 862 | 280 549 | 288 524 | 293 523 | 295 472 | 293 204 | 292 337 | 292 879 | 290 891 |

| 2016    | 2021    | 2022    | - | - | - | - | - | - |
| ------- | ------- | ------- | - | - | - | - | - | - |
| 285 308 | 276 973 | 276 144 | - | - | - | - | - | - |

## Population par divisions administratives

### Arrondissements
Le département de l'Orne comporte trois arrondissements. La population se concentre principalement sur l'arrondissement d'Argentan, qui recense 39 % de la population totale du département en 2022, avec une densité de 56,3 hab./km2, contre 31 % pour l'arrondissement d'Alençon et 30 % pour celui de Mortagne-au-Perche.
| Arrondissement     | Population(2022) | Variation(2022/2016)                       | Superficie(km2) | Densité(hab./km2) |
| ------------------ | ---------------- | ------------------------------------------ | --------------- | ----------------- |
| Argentan           | 107 283          | en évolution de −2,68 % par rapport à 2016 | 1 904,1         | 56,3              |
| Alençon            | 84 817           | en évolution de −2,4 % par rapport à 2016  | 1 548,5         | 54,8              |
| Mortagne-au-Perche | 84 044           | en évolution de −4,67 % par rapport à 2016 | 2 650,8         | 31,7              |
| Source : Insee.    |                  |                                            |                 |                   |

### Communes de plus de5 000 habitants
Sur les 385 communes que comprend le département de l'Orne, 26 ont en 2021 une population municipale supérieure à 2 000 habitants, cinq ont plus de 5 000 habitants et trois ont plus de 10 000 habitants : Alençon, Flers et Argentan.
Les évolutions respectives des communes de plus de 5 000 habitants sont présentées dans le tableau ci-après.
| Commune         | Population(2022) | Variation(2022/2016)                       | Superficie(km2) | Densité(hab./km2) |
| --------------- | ---------------- | ------------------------------------------ | --------------- | ----------------- |
| Alençon         | 25 667           | en évolution de −1,77 % par rapport à 2016 | 10,68           | 2 403,3           |
| Flers           | 14 308           | en évolution de −3,1 % par rapport à 2016  | 21,15           | 676,5             |
| Argentan        | 13 494           | en évolution de −2,68 % par rapport à 2016 | 18,18           | 742,2             |
| L'Aigle         | 7 771            | en évolution de −3,76 % par rapport à 2016 | 18,02           | 431,2             |
| La Ferté Macé   | 5 095            | en évolution de −5,53 % par rapport à 2016 | 31,86           | 159,9             |
| Source : Insee. |                  |                                            |                 |                   |

## Structures des variations de population

### Soldes naturels et migratoires depuis 1968
La variation moyenne annuelle est en baisse depuis les années 1970, passant de 0,2 à −0,6 %.
Le solde naturel annuel qui est la différence entre le nombre de naissances et le nombre de décès enregistrés au cours d'une même année, a baissé, passant de 0,6 à −0,3 %. La baisse du taux de natalité, qui passe de 17,1 à 8,8 ‰, n'est en fait pas compensée par une augmentation du taux de mortalité, qui passe de 11,1 à 12,2 ‰.
Le flux migratoire reste négatif, bien que croissant, sur la période courant de 1968 à 2021. Le taux annuel passe de −0,4 à −0,2 %. 
| Indicateurs démographiques                       | 1968 à1975 | 1975 à1982 | 1982 à1990 | 1990 à1999 | 1999 à2010 | 2010 à2015 | 2015 à2021 |
| ------------------------------------------------ | ---------- | ---------- | ---------- | ---------- | ---------- | ---------- | ---------- |
| Variation annuelle moyenne de la population en % | 0,2        | 0,1        | -0,1       | -0,0       | -0,0       | -0,3       | -0,6       |
| - due au solde naturel en %                      | 0,6        | 0,4        | 0,3        | 0,2        | 0,1        | -0,1       | -0,3       |
| - due au solde apparent des entrées sorties en % | -0,4       | -0,3       | -0,4       | -0,2       | -0,1       | -0,3       | -0,2       |
| Taux de natalité en ‰                            | 17,1       | 14,6       | 13,2       | 11,8       | 11,4       | 10,3       | 8,8        |
| Taux de mortalité en ‰                           | 11,1       | 10,5       | 10,3       | 10,2       | 10,4       | 11,2       | 12,2       |
| Source : Insee.                                  |            |            |            |            |            |            |            |

### Mouvements naturels sur la période 2014-2022
En 2014, 2 810 naissances ont été dénombrées contre 3 298 décès. Le nombre annuel des naissances a diminué depuis cette date, passant à 2 391 en 2022, indépendamment à une augmentation, mais relativement faible, du nombre de décès, avec 3 761 en 2022. Le solde naturel est ainsi négatif et diminue, passant de -488 à −1 370.
Pour des raisons techniques, il est temporairement impossible d'afficher le graphique qui aurait dû être présenté ici.

## Densité de population
La densité de population est stable depuis 1968, en cohérence avec la stabilité de la population.
En 2021, la densité était de 45,4 hab./km2.
| 1968 |  | 47.3 |  |

| 1975 |  | 48.1 |  |

| 1982 |  | 48.4 |  |

| 1990 |  | 48.0 |  |

| 1999 |  | 47.9 |  |

| 2010 |  | 47.8 |  |

| 2015 |  | 47.0 |  |

| 2021 |  | 45.4 |  |

## Répartition par sexes et tranches d'âges
La population du département est plus âgée qu'au niveau national.
En 2021, le taux de personnes d'un âge inférieur à 30 ans s'élève à 30,3 %, soit en dessous de la moyenne nationale (35,1 %). À l'inverse, le taux de personnes d'âge supérieur à 60 ans est de 34,2 % la même année, alors qu'il est de 26,6 % au niveau national.
En 2021, le département comptait 135 167 hommes pour 141 806 femmes, soit un taux de 51,20 % de femmes, légèrement inférieur au taux national (51,61 %).
Les pyramides des âges du département et de la France s'établissent comme suit.
| Hommes | Classe d’âge | Femmes |
| ------ | ------------ | ------ |
| 1,1    | 90 ou +      | 2,9    |
| 9,2    | 75-89 ans    | 12,6   |
| 21,1   | 60-74 ans    | 21,4   |
| 20,5   | 45-59 ans    | 19,7   |
| 15,8   | 30-44 ans    | 15,1   |
| 15,6   | 15-29 ans    | 13,4   |
| 16,7   | 0-14 ans     | 14,9   |

| Hommes | Classe d’âge | Femmes |
| ------ | ------------ | ------ |
| 0,7    | 90 ou +      | 1,9    |
| 7,0    | 75-89 ans    | 9,5    |
| 16,6   | 60-74 ans    | 17,5   |
| 20,0   | 45-59 ans    | 19,5   |
| 18,8   | 30-44 ans    | 18,3   |
| 18,3   | 15-29 ans    | 16,7   |
| 18,6   | 0-14 ans     | 16,7   |

## Répartition par catégories socioprofessionnelles
La catégorie socioprofessionnelle des retraités est surreprésentée par rapport au niveau national. Avec 36 % en 2021, elle est 9,2 points au-dessus du taux national (26,8 %). La catégorie socioprofessionnelle des cadres et professions intellectuelles supérieures est quant à elle sous-représentée par rapport au niveau national. Avec 4,5 % en 2021, elle est 5,6 points en dessous du taux national (10,1 %).
| Catégorie socioprofessionnelle                    | 2015    | 2015 | 2021    | 2021 | Détails de l'année 2021 | Détails de l'année 2021 | Détails de l'année 2021            | Détails de l'année 2021            | Détails de l'année 2021            |
| Catégorie socioprofessionnelle                    | Nb      | %    | Nb      | %    | Hommes                  | Femmes                  | Part en % de la population âgée de | Part en % de la population âgée de | Part en % de la population âgée de |
| Catégorie socioprofessionnelle                    | Nb      | %    | Nb      | %    | Hommes                  | Femmes                  | 15 à 24 ans                        | 25 à 54 ans                        | 55 ans ou +                        |
| ------------------------------------------------- | ------- | ---- | ------- | ---- | ----------------------- | ----------------------- | ---------------------------------- | ---------------------------------- | ---------------------------------- |
| Agriculteurs exploitants                          | 5 156   | 2,2  | 4 818   | 2,1  | 3 404                   | 1 414                   | 0,2                                | 3,2                                | 1,7                                |
| Artisans, commerçants, chefs d'entreprise         | 8 887   | 3,7  | 8 357   | 3,6  | 5 801                   | 2 556                   | 0,8                                | 6,2                                | 2,2                                |
| Cadres et professions intellectuelles supérieures | 9 382   | 4,0  | 10 547  | 4,5  | 5 945                   | 4 602                   | 1,1                                | 8,2                                | 2,4                                |
| Professions intermédiaires                        | 25 111  | 10,6 | 24 654  | 10,6 | 11 139                  | 13 515                  | 7,1                                | 20,5                               | 3,6                                |
| Employés                                          | 35 586  | 15,0 | 33 071  | 14,2 | 6 941                   | 26 130                  | 14,6                               | 24,7                               | 5,7                                |
| Ouvriers                                          | 38 832  | 16,4 | 35 733  | 15,3 | 27 676                  | 8 057                   | 20,2                               | 27,0                               | 4,9                                |
| Retraités                                         | 83 895  | 35,3 | 83 737  | 36,0 | 38 212                  | 45 524                  | 0,0                                | 0,2                                | 73,0                               |
| Autres personnes sans activité professionnelle    | 30 631  | 12,9 | 31 992  | 13,7 | 13 433                  | 18 559                  | 55,9                               | 9,9                                | 6,6                                |
| Ensemble                                          | 237 480 | 100  | 232 909 | 100  | 112 552                 | 120 357                 | 100                                | 100                                | 100                                |
| Sources : Insee,.                                 |         |      |         |      |                         |                         |                                    |                                    |                                    |